# Bathyaulax odontoscapus
Bathyaulax odontoscapus är en stekelart som först beskrevs av Cameron 1904.  Bathyaulax odontoscapus ingår i släktet Bathyaulax och familjen bracksteklar. Inga underarter finns listade.